# Блокада сектора Газа

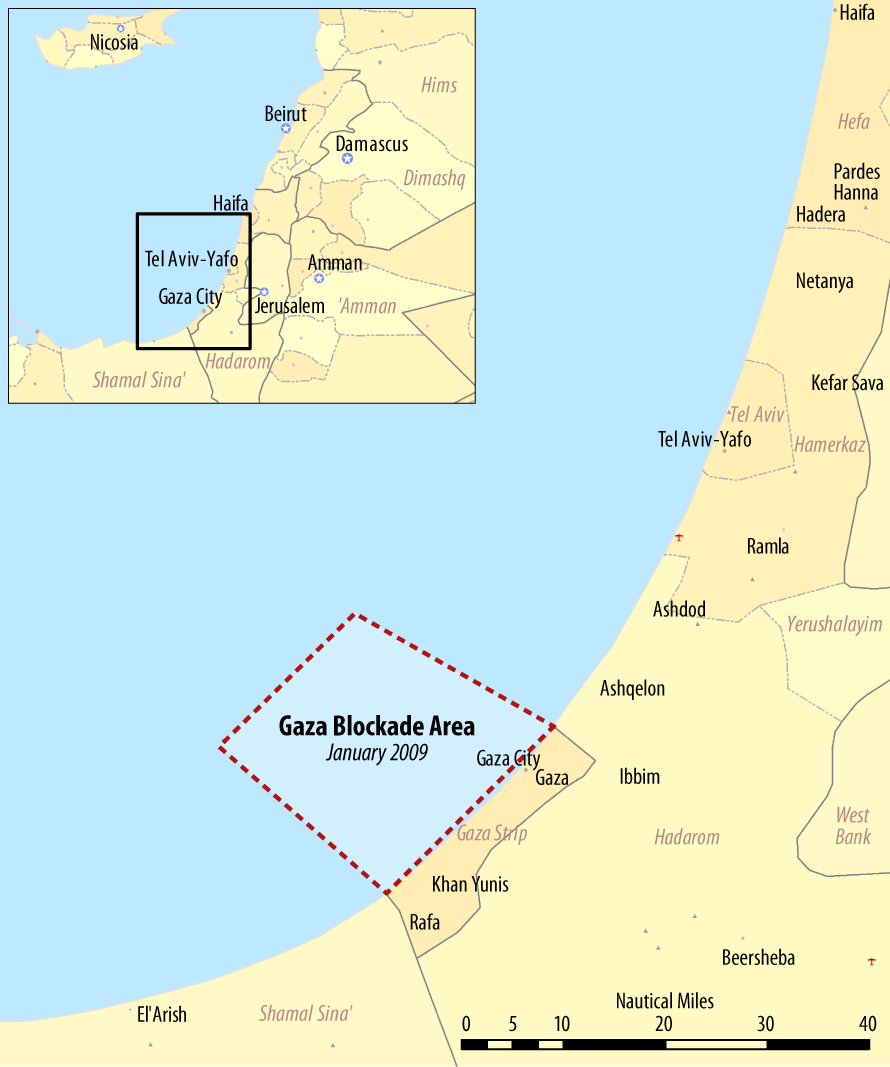
Карта блокады Газы.

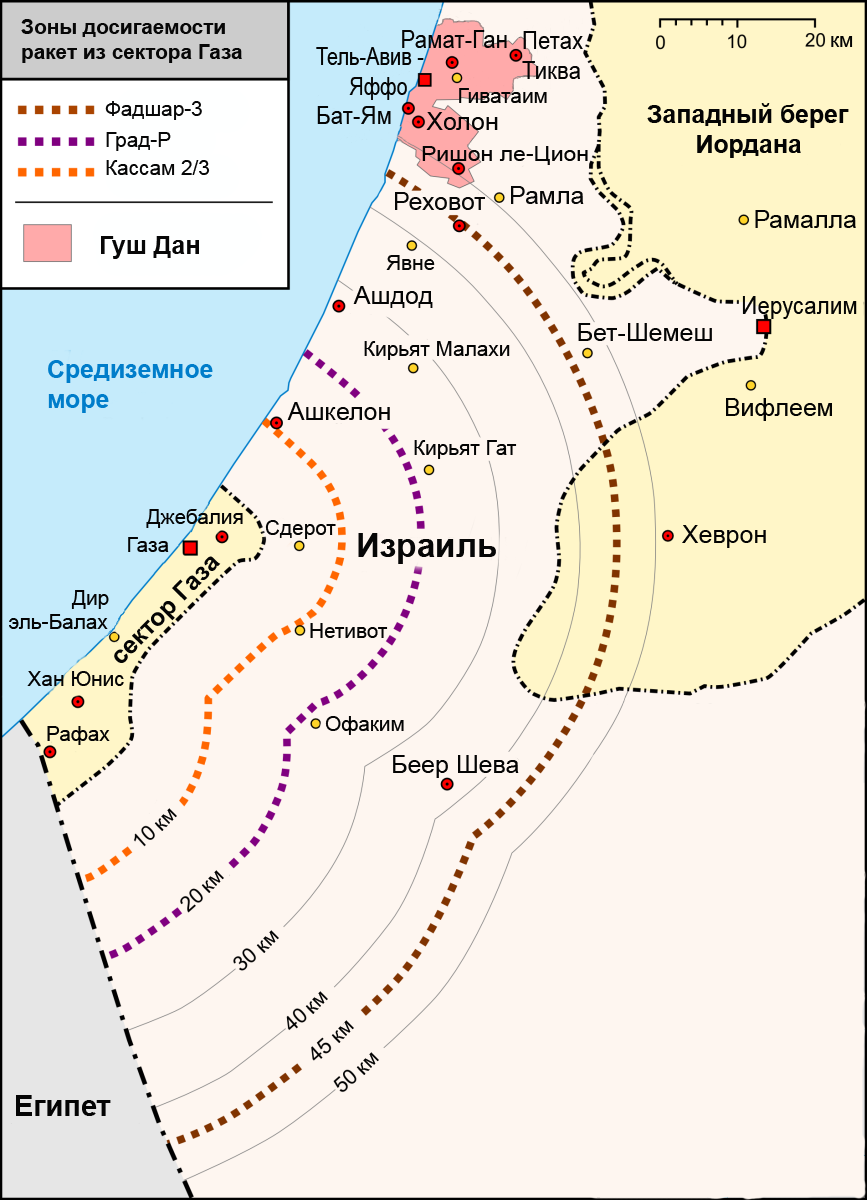
Зоны досягаемости территории Израиля из сектора Газа при ракетных обстрелах (по состоянию на 2009 год)

Блокада сектора Газа — частичная блокада сектора Газа Израилем и Египтом, начатая 19 сентября 2007 года в ответ на волну постоянных ракетных и миномётных обстрелов территории Израиля из сектора Газа. Обстрелы значительно усилились после полного выхода Израиля из сектора в августе 2005 года и после прихода к власти в секторе группировки ХАМАС в феврале 2007 года, и только с января по 19 сентября 2007 года привели к убийству 2 и ранению 122 израильтян.
Блокада подвергается критике со стороны Генерального секретаря ООН Пан Ги Муна, Совета по правам человека ООН и других правозащитных организаций. Блокада официально поддерживается правительством США. Британский премьер-министр Давид Камерон во время своего визита в Турцию в июле 2010 года сравнил жителей блокированной Газы с «тюремными заключёнными».

## Блокада
С 19 сентября 2007 года Израиль и Египет начали частичную блокаду сектора Газа, введя запрет на поставку строительных материалов, поскольку они, как и все поступающие в сектор товары, переходили под контроль ХАМАС. Стройматериалы использовались группировками ХАМАС и Палестинский исламский джихад для строительства «туннелей террора» (с целью перемещения и укрытия боевиков, контрабанды оружия и боеприпасов из Египта, и совершения терактов в Израиле), а также для строительства пусковых шахт ракет «Кассам». Были также запрещены к ввозу материалы двойного назначения, которые можно использовать для изготовления оружия и взрывных устройств.
Разрешённая Израилем зона рыболовства для рыбаков из сектора Газа была ограничена в связи с тем, что ХАМАС систематически использовал рыбацкие лодки для контрабанды оружия.
При этом Израиль поставлял в сектор электроэнергию, водопроводную воду, газ и нефть через КПП Нахаль Оз (подвергшийся нападению ХАМАС 9 апреля 2008 г.), а также ежедневно пропускал около 250 грузовиков с товарами и гуманитарной помощью через КПП Керем Шалом.
Часть жителей сектора Газа имели разрешения на работу в Израиле; их количество в конце 2022 г. достигало 17 000.
Периодически, в ответ на ракетные обстрелы из сектора Газа и другие террористические нападения, Израиль ограничивал для сектора Газа зону рыболовства и количество разрешений на работу в Израиле, а также поставки электроэнергии и бензина; Израиль и Египет также иногда ограничивали количество открытых КПП и список разрешённых к провозу товаров.

## Хронология
18 января 2008 года — после 53 обстрелов с 1 по 18 января и 6 раненных, «Израиль ввел полную транспортную блокаду сектора Газа».
20 января 2008 года — «после трёх дней массированных ракетных обстрелов, в течение которых на Сдерот и населенные пункты, прилегающие к сектору Газа, обрушивались десятки „кассамов“ ежедневно», были сокращены на 30 % поставки электричества в сектор.
22 января 2008 года — Израиль на один день смягчил блокаду сектора Газа.
23 января 2008 года — Египетская блокада сектора Газа прорвана (недоступная ссылка): стена, разделяющая сектор Газа и Египет, проломана, а в брешь устремились тысячи палестинцев, желая приобрести товары первой необходимости.
3 февраля 2008 года — Египетские войска полностью перекрыли проходы через границу с сектором Газа.
22 июня 2008 года — Израиль смягчил условия блокады сектора Газа, разрешив ограниченно ввести в сектор грузовики с продовольствием и медикаментами.
10 августа 2008 года — Сотни палестинцев собрались у КПП «Рафах», требуя от Египта открыть границу.
23 августа 2008 года — Международные правозащитники прорвали израильскую блокаду сектора Газа.
27 декабря 2008 года — 18 января 2009 года — в ответ на продолжение обстрелов Израиль провёл военную операцию «Литой свинец».
31 мая 2010 года — Инцидент с «флотилией „Free Gaza Movement“».
С 7 июня 2010 года — послабления в ограничениях. В разрешенные продукты добавлены такие товары как игрушки, письменные принадлежности, сухофрукты, косметика и др.
20 июня 2010 года — принципиальное изменение в режиме со стороны Израиля: все товары, не входящие в список запрещённых, разрешены к провозу.
30 июня 2010 года Израиль дал разрешение на отправку в сектор Газа 150 грузовиков с гуманитарной помощью. Это более чем пятидесятипроцентное увеличение поставок по сравнению с тем, что было принято до сих пор — с момента частичного снятия блокады сектора 20 июня 2010 года. По сообщению газеты «Гаарец», в ближайшее время планируется увеличить число грузовиков до 370-ти. 250 из них будут проезжать через КПП Керем-Шалом, а 120 — через Карни.
Конец августа 2010 — по оценкам Совета ООН по правам человека, хотя ситуация и улучшилась, по-прежнему существуют ограничения на поставку строительных материалов и экспорт из сектора, что затрудняет восстановление и экономическое развитие. Количество поставляемых в сектор товаров достигло лишь 37 % по сравнению с доблокадным уровнем. Продолжаются перебои с поставкой электроэнергии и топлива.
Апрель 2011 года — «Израиль продолжает политику послаблений в отношении населения сектора Газа»: несмотря на продолжение обстрелов террористами территории Израиля, утверждён 121 проект строительства в секторе, в том числе 800 квартир в Рафиахе, Хан-Юнисе и Газе 33-х образовательных учреждений. Несмотря на усилившиеся обстрелы юга страны ХАМАСом, «чтобы палестинское гражданское население не страдало», поставки продовольствия из Израиля продолжаются.
В августе 2012 года Палестинская национальная администрация обратилась к Египту с призывом «усилить блокаду сектора Газа и разрушить все подземные туннели, выводящие на египетскую сторону границы».
8 июля 2014 года, в ответ на обстрелы территории из сектора Газа, Израиль начал операцию «Нерушимая скала». Серия перемирий не увенчалась успехом в связи отказом лидеров ХАМАСа принять египетскую инициативу, не включающую выполнение ряда его требований, в том числе о полном прекращении израильской блокады сектора.
26 августа 2014 года стороны приняли условия Египта о перемирии на неограниченный срок, предусматривающее ослабление блокады сектора и расширение рыболовной зоны для палестинцев в Средиземном море до уровня, существовавшего до начала операции. Обсуждение остальных требований обеих сторон было отложено на месяц с момента реализации соглашения.
7 октября 2023 произошло вторжение ХАМАС в Израиль, ставшее самым крупным терактом за всю историю еврейского государства. Израиль в ответ объявил войну и начал контртеррористическую операцию «Железные мечи», в рамках которой 9 октября ввёл полную блокаду сектора Газа, но с 15 октября возобновил водоснабжение, а с 16 ноября стал вновь допускать поставки топлива.

## Реакция
Блокаду осудили:
- Арабская комиссия по экономической интеграции:[46]
  -  Египет,
  -  Сирия,
  -  Иордания,
  -  Йемен,
  -  Судан,
  -  Сомали,
  -  Мавритания,
  -  Ирак,
- Россия[47];
- Турция[48];
- ООН[49]
- международные правозащитные организации[50].

## Мнения

### Совет по правам человека ООН
В статье, опубликованной в газете Нью-Йорк Таймс 20 января 2008 года, независимый эксперт Совета Джон Дугарт, в частности, обвинил Израиль в коллективном наказании жителей сектора Газа в связи с его блокадой Израилем, назвав её «нарушением международного гуманитарного права».
Это мнение Дугарта оспорил профессор Авраам Белл, считая, что в данном случае Дугартом было «допущено сразу же несколько ошибок»:

Во-первых, международное право не требует ни от одной страны, в том числе — и от Израиля, чтобы граница с имеющей независимый статус территорией, где живёт враждебно настроенное население, была открытой.
Во-вторых, контрмеры, предпринятые в ответ на нападения врага, не квалифицируются международным законодательством как «коллективное наказание».
И, в-третьих, если уж господин Дугард говорит об этом, справедливости ради он должен был бы адресовать подобную критику и Египту, который тоже фактически закрывает свои границы перед палестинцами из Газы. И то, что он этого не сделал, лишь подчёркивает предвзятость его отношения к Израилю…

Согласно отчёту Совета (2010), блокада привела к усилению таких явлений, как развал общественных служб, бедность среди населения, увеличение безработицы (достигшей 40 %), возникновение перебоев со снабжением продуктами питания. Около 80 % населения сектора зависят от гуманитарной помощи, а жизнь людей превратилась в ежедневную борьбу за удовлетворение самых основных нужд.
Уровень бедности среди беженцев в секторе утроился за годы блокады и в 61 % домов не хватает продуктов питания. Произошёл сдвиг в составе питания населения — увеличилась доля углеводных дешёвых продуктов и снизилась доля продуктов богатых белками, что может создать дисбаланс питательных веществ (витаминов и минералов). В секторе в результате блокады были перебои с электроснабжением (до 8-12 часов в день), а основная электростанция работала лишь на 30 % мощности (что так же сказывалось на проблеме хранения продуктов в холодильниках).
Произошло резкое ухудшение состояния канализации и водоснабжения, в результате чего лишь 10-15 % воды безопасны для питья.

### Комиссия Палмера
В отчёте комиссии под руководством Джеффри Палмера, назначенной генсеком ООН Пан Ги Муном для расследования обстоятельств конфликта у берегов сектора Газа в 2010 году, признана законность морской блокады сектора Газа.
В отчёте, в частности, заявлено:

Фундаментальный принцип свободы судоходства в открытом море подвержен только определённым, ограниченным исключениям в соответствии с международным правом. Израиль стоит перед реальной угрозой своей безопасности со стороны групп боевиков в секторе Газа. Морская блокада была введена в качестве законной меры безопасности для того, чтобы не допустить попадания оружия в Газу морским путём и её осуществление выполнено в соответствии с требованиями международного права.
Оригинальный текст (англ.)The fundamental principle of the freedom of navigation on the high seas is subject to only certain limited exceptions under international law. Israel faces a real threat to its security from militant groups in Gaza. The naval blockade was imposed as a legitimate security measure in order to prevent weapons from entering Gaza by sea and its implementation complied with the requirements of international law. 

### О гуманитарном кризисе
«Блокада Газы — это самая странная блокада, которую я видел в своей жизни», — пишет иерусалимский корреспондент французской газеты Le Figaro Адриен Жольм:

В городе Газа магазины переполнены самыми разнообразными товарами. Лотки ломятся от овощей и фруктов. В магазинах электротоваров торгуют огромными холодильниками, в телефонных бутиках можно приобрести самые последние модели мобильников. Компьютеры, «плейстейшн», игрушки, шикарные свадебные платья, медикаменты, специи: ничто не говорит о каком-либо кризисе, и уж тем более о гуманитарном.
Все эти товары поступают через контрабандистские туннели из Египта, но, по словам продавцов, «у людей нет денег, чтобы всё это покупать».

В начале июня 2010 года в секторе Газа побывал датский репортёр Штеффен Йенсен.

…я ожидал увидеть реальные страдания, потому что если люди, погибшие на борту одного из кораблей флотилии, были готовы умереть ради доставки в Газу нескольких тонн гуманитарной помощи, — значит, положение там отчаянное и народ голодает. Люди стоят в очередях, чтобы получить похлёбку от активистов ООН. Голодные дети с миской похлёбки…
Но не такую картину я увидел по прибытии в Газу.

В 2009—2010 гг. Агентство новостей «Палестина сегодня» поместило на своём сайте фоторепортажи о Газе, в частности, снимки с продуктово-товарного рынка, не подтверждающие тезис о тяжёлом положении в секторе.
Другие источники также подтверждают отсутствие гуманитарного кризиса в секторе.
В условиях блокады сектора в 2011 году была построена 5-звёздочная гостиница «ArcMed Hotel Almashtal Gaza». С учётом особенностей жизни в секторе, рядом с ним находится военный лагерь «Хамаса», в отеле не подаются спиртные напитки, купание в бассейнах — раздельное для мужчин и женщин.
В апреле 2011 года заместитель директора организации «Красный Крест» в секторе Газа Матильда Редмат (Редматн) заявила, что «В секторе Газа нет гуманитарного кризиса».

### Фото
- Фотографии из блокадной Газы (начало)
- Фотографии из блокадной Газы (продолжение 1)
- Фотографии из блокадной Газы (продолжение 2)
- Smuggling Tunnels of Terror